# Humberto Requena
Humberto „Bert” Requena Jr. (ur. 13 lipca 1986 w Santa Elena) – belizeński piłkarz występujący na pozycji lewego obrońcy lub pomocnika, reprezentant kraju, obecnie zawodnik Belmopan Bandits.

## Kariera klubowa
Requena pochodzi z miasta Santa Elena, a karierę piłkarską rozpoczynał w sąsiadującej miejscowości San Ignacio w klubie Hankook Verdes. Wywalczył z nim dwa tytuły mistrza Belize (2007/2008, 2014/2015 Closing), wicemistrzostwo Belize (2009 Spring) oraz superpuchar Belize (2008). W 2015 roku przeniósł się do stołecznej drużyny Belmopan Bandits FC. Zdobył z nią pięć mistrzostw Belize (2015/2016 Closing, 2016/2017 Opening, 2016/2017 Closing, 2017/2018 Closing, 2018/2019 Opening) oraz trzy wicemistrzostwa Belize (2017/2018 Opening, 2018/2019 Closing, 2019/2020 Opening).

## Kariera reprezentacyjna
W seniorskiej reprezentacji Belize Requena zadebiutował za kadencji selekcjonera Vincenzo Alberto Annese, 10 października 2019 w przegranym 0:4 meczu z Saint Kitts i Nevis w ramach Ligi Narodów CONCACAF.